# Walter Novellino
Alfredo Walter Amato Lenin Novellino (Montemarano, 4 giugno 1953) è un allenatore di calcio ed ex calciatore italiano, di ruolo centrocampista o attaccante.
Già calciatore di buon livello nel panorama italiano a cavallo degli anni 1970 e 1980, è stato tra i protagonisti dello «scudetto della stella» del Milan nella stagione 1978-1979. Successivamente ha intrapreso la carriera di allenatore segnalandosi come specialista in promozioni: in particolare, ne ha ottenute quattro in Serie A con Venezia (1997-1998), Napoli (1999-2000), Piacenza (2000-2001) e Sampdoria (2002-2003).

## Biografia
Soprannominato Monzón per la somiglianza con l'omonimo pugile, ha vissuto l'infanzia a San Paolo del Brasile, dove emigrò con la famiglia al seguito del padre in cerca di lavoro. Anche il fratello minore Giuseppe, nonché le nipoti Debora e Donatella, hanno intrapreso la carriera calcistica.

## Caratteristiche tecniche

### Giocatore

Novellino (in primo piano) in azione al Perugia nel 1977, contrastato dallo juventino Cuccureddu.

Centrocampista con spiccate doti offensive nonché abile nel dribbling, è stato impiegato da mezzapunta (nel Perugia di Castagner) o ala tornante; più raramente da attaccante, soprattutto nell'esperienza milanista.

### Allenatore
Predilige il modulo 4-4-2 con una difesa a zona schierata in linea, un regista a centrocampo e, nel reparto avanzato, un attaccante di peso affiancato a una seconda punta mobile di qualità.

## Carriera

### Giocatore

#### Club
Una volta tornato in Italia dopo l'infanzia in Brasile, entra alle giovanili della Pomense insieme ai fratelli Paolo e Giuseppe, e da qui passa al Legnano dove rimane due stagioni; nella seconda debutta in Serie C, sotto la guida di Carlo Sassi.
Notato dagli osservatori del Torino, questi lo portano in granata; qui è soprannominato Monzon da Giorgio Ferrini, per combattività e somiglianza col pugile. Con il Toro esordisce in Serie A nel 1972-1973, nella sfida interna col Napoli. Resta quella la sua unica presenza in granata, poiché la stagione successiva torna in C, in prestito alla Cremonese per espletare gli obblighi militari; rientrato alla base, è scartato dal dirigente Bonetto che lo definisce «un giocoliere», sicché passa a titolo definitivo all'Empoli, di nuovo in Serie C.

Novellino all'Ascoli nell'annata 1983-1984

In Toscana disputa un campionato positivo, al termine del quale approda al Perugia di Ilario Castagner. Coi grifoni, neopromossi per la prima volta in massima categoria, Novellino è titolare per tre stagioni consecutive, emergendo come uno dei migliori centrocampisti della Serie A.
Nel 1978 è acquistato dal Milan, con cui vince lo scudetto della stella; Novellino è impiegato da seconda punta a fianco di Stefano Chiodi, per la presenza di Gianni Rivera nel suo ruolo naturale. Resta coi rossoneri anche dopo lo scandalo del Totonero e conseguente declassamento d'ufficio della squadra, partecipando al vittorioso campionato di Serie B 1980-1981 e realizzando la rete decisiva per la promozione col Monza.
Dopo la nuova retrocessione col Milan in Serie B (stavolta sul campo) nel 1982, lascia Milano dopo 151 partite complessive e va all'Ascoli, con cui disputa le sue due ultime stagioni in A. Nel novembre del 1984, dopo 4 gare coi marchigiani, scende in Serie B tornando per un biennio a Perugia. Dopo la retrocessione dei grifoni in C1 nel 1986, chiude la carriera con una stagione da riserva al Catania, sempre in Serie B e anch'essa chiusa con una retrocessione.
In carriera ha totalizzato complessivamente 227 presenze e 30 reti in Serie A, e 103 presenze e 4 reti in Serie B.

#### Nazionale

Novellino nella sua unica presenza in nazionale, a Firenze, nel 1978.

Il 23 settembre 1978 debutta in maglia azzurra a Firenze, diventando il primo irpino a indossare la maglia della nazionale maggiore, nell'amichevole vinta con la Turchia (1-0). Rimane questa l'unica presenza in maglia azzurra di Novellino, chiuso nel suo ruolo dal dualismo dell'epoca Causio-Sala.

### Allenatore
Inizia la carriera di allenatore nelle giovanili del Perugia; nel torneo di Serie C1 1992-1993 subentra ad Adriano Buffoni sulla panchina della prima squadra umbra, venendo tuttavia esonerato da Luciano Gaucci nell'imminenza dello spareggio-promozione con l'Acireale, a causa di un diverbio sul ruolo in società di Ilario Castagner. L'anno successivo allena il Gualdo, con cui vince il campionato ottenendo il salto di categoria dalla Serie C2 alla C1; l'anno dopo porta la piccola squadra umbra, emanazione di una città di soli quindicimila abitanti, sino alla finale play-off per la Serie B, persa ai rigori contro l'Avellino di Zbigniew Boniek.
È quindi richiamato dal Perugia, in cadetteria, ma viene nuovamente licenziato. Nella seconda metà degli anni 1990 viene ingaggiato da altri club della seconda serie, prima Ravenna e poi Venezia, con cui nel 1998 conquista la promozione in Serie A e, la stagione successiva, la salvezza.

Il Gualdo della stagione 1994-1995, che Novellino guidò alla finale play-off per la promozione in Serie B.

Segue un ingaggio al Napoli, ancora in B, con una nuova promozione (2000). Viene in seguito promosso in A dapprima con il Piacenza (2001) e poi con la Sampdoria (2003). Resta in blucerchiato cinque anni: dopo l'ottavo posto del 2004 e il quinto del 2005, la stagione 2005-2006 è difficile per i liguri, che chiudono al dodicesimo posto con le eliminazioni da Coppa UEFA e Coppa Italia. Il 2006-2007 è l'ultimo campionato con i doriani, chiuso a metà classifica e con la qualificazione all'Intertoto.
Il 6 giugno 2007 firma con i Torino; è esonerato nell'aprile del 2008, a cinque giornate dalla fine del torneo, dopo gli scarsi risultati ottenuti dai granata a rischio retrocessione. È nuovamente chiamato a guida dei torinesi l'8 dicembre 2008, sostituendo l'esonerato Gianni De Biasi dalla sedicesima giornata di campionato; il 24 marzo 2009 Novellino è nuovamente esonerato, con la squadra in zona retrocessione a nove giornate dal termine. L'11 giugno 2009 è ingaggiato dalla Reggina, retrocessa in Serie B; il 24 ottobre 2009 è esonerato a seguito della sconfitta del giorno precedente 2-0 col Torino, dopo aver raccolto nove punti in dieci partite e coi calabresi quart'ultimi in classifica.
Dal 12 luglio 2010 al febbraio del 2011 è consulente-consigliere del Perugia, dopo il secondo fallimento della società umbra. Torna ad allenare lo stesso mese, quando gli viene affidata la guida del Livorno in sostituzione dell'esonerato Bepi Pillon; il 21 dicembre 2011 rescinde consensualmente il contratto con gli amaranto dopo la sconfitta interna col Brescia.
Il 20 marzo 2013 diventa allenatore del Modena, in serie cadetta, sostituendo l'esonerato Dario Marcolin, portando gli emiliani fino alla semifinale play-off persa col Cesena. Il 28 febbraio 2015, in seguito a una sconfitta interna col Bari, viene esonerato dalla società gialloblù, con la quale trova poi un accordo per la risoluzione consensuale.

Novellino (al centro) sulla panchina del Venezia nel campionato 1997-1998, mentre istruisce il difensore Ballarin.

Il 10 marzo 2016 viene ingaggiato come nuovo allenatore del Palermo, in Serie A; tuttavia dopo appena quattro partite e un punto conquistato, arriva l'esonero.
Torna ad allenare il 28 novembre seguente, sostituendo Domenico Toscano sulla panchina dell'Avellino, portando gli irpini a fine stagione alla salvezza. Il 3 aprile 2018 viene esonerato dal club irpino, venendo sostituito da Claudio Foscarini.
Il 26 febbraio 2019 viene ingaggiato dal Catania, in Serie C, subentrando all'esonerato Andrea Sottil. Tuttavia il successivo 6 maggio, dopo la fine della stagione regolare chiusa al quarto posto, viene esonerato e sostituito per i play-off dal suo predecessore Sottil; in 10 partite ha messo insieme 15 punti frutto di 4 vittorie, 3 pareggi e 3 sconfitte.
Nell'estate 2021 viene ingaggiato dalla Juve Stabia, in Serie C. L'esperienza a Castellammare di Stabia si rivela tuttavia molto travagliata: a causa di un negativo avvio in campionato, viene esonerato il successivo 17 ottobre dopo la sconfitta interna con l'AZ Picerno; viene quindi richiamato il 28 febbraio 2022, prendendo il posto di Stefano Sottili e traghettando la squadra a un piazzamento di metà classifica. A fine stagione lascia nuovamente il club, ma il 20 marzo 2023 viene richiamato per la terza volta sulla panchina dei campani, subentrando a Sandro Pochesci; termina la stagione regolare al decimo posto, venendo eliminato al primo turno dei play-off per mano dell'Audace Cerignola. Il 10 giugno viene annunciata la sua separazione dal club.

## Dopo il ritiro
Nel 2002 e nel 2010 è stato opinionista in trasmissione di Rai 1 Notti mondiali, in diretta da Piazza di Siena a Roma.

## Statistiche

### Cronologia presenze e reti in nazionale
| Cronologia completa delle presenze e delle reti in nazionale ― Italia | Cronologia completa delle presenze e delle reti in nazionale ― Italia | Cronologia completa delle presenze e delle reti in nazionale ― Italia | Cronologia completa delle presenze e delle reti in nazionale ― Italia | Cronologia completa delle presenze e delle reti in nazionale ― Italia | Cronologia completa delle presenze e delle reti in nazionale ― Italia | Cronologia completa delle presenze e delle reti in nazionale ― Italia | Cronologia completa delle presenze e delle reti in nazionale ― Italia |
| Data                                                                  | Città                                                                 | In casa                                                               | Risultato                                                             | Ospiti                                                                | Competizione                                                          | Reti                                                                  | Note                                                                  |
| --------------------------------------------------------------------- | --------------------------------------------------------------------- | --------------------------------------------------------------------- | --------------------------------------------------------------------- | --------------------------------------------------------------------- | --------------------------------------------------------------------- | --------------------------------------------------------------------- | --------------------------------------------------------------------- |
| 23-9-1978                                                             | Firenze                                                               | Italia                                                                | 1 – 0                                                                 | Turchia                                                               | Amichevole                                                            | -                                                                     | 46’                                                                   |
| Totale                                                                |                                                                       | Presenze                                                              | 1                                                                     |                                                                       | Reti                                                                  | 0                                                                     |                                                                       |

### Statistiche da allenatore
Statistiche aggiornate all'11 maggio 2023. In grassetto le competizioni vinte.
| Stagione            | Squadra            | Campionato         | Campionato | Campionato | Campionato | Campionato | Coppe nazionali | Coppe nazionali | Coppe nazionali | Coppe nazionali | Coppe nazionali | Coppe continentali | Coppe continentali | Coppe continentali | Coppe continentali | Coppe continentali | Altre coppe | Altre coppe | Altre coppe | Altre coppe | Altre coppe | Totale | Totale | Totale | Totale | % Vittorie | Piazzamento      |
| Stagione            | Squadra            | Comp               | G          | V          | N          | P          | Comp            | G               | V               | N               | P               | Comp               | G                  | V                  | N                  | P                  | Comp        | G           | V           | N           | P           | G      | V      | N      | P      | %          | Piazzamento      |
| ------------------- | ------------------ | ------------------ | ---------- | ---------- | ---------- | ---------- | --------------- | --------------- | --------------- | --------------- | --------------- | ------------------ | ------------------ | ------------------ | ------------------ | ------------------ | ----------- | ----------- | ----------- | ----------- | ----------- | ------ | ------ | ------ | ------ | ---------- | ---------------- |
| dic. 1992-1993      | Perugia            | C1                 | 21+1       | 9+1        | 7          | 5          | CI+CI-C         | 0               | 0               | 0               | 0               | -                  | -                  | -                  | -                  | -                  | -           | -           | -           | -           | -           | 22     | 10     | 7      | 5      | 45,45      | Sub., 2º         |
| 1993-1994           | Gualdo             | C2                 | 34         | 19         | 11         | 4          | CI-C            | 6               | 3               | 1               | 2               | -                  | -                  | -                  | -                  | -                  | -           | -           | -           | -           | -           | 40     | 22     | 12     | 6      | 55,00      | 1º (prom.)       |
| 1994-1995           | Gualdo             | C1                 | 34+3       | 14+1       | 13+1       | 7+1        | CI-C            | 10              | 5               | 3               | 2               | -                  | -                  | -                  | -                  | -                  | -           | -           | -           | -           | -           | 47     | 20     | 17     | 10     | 42,55      | 3º               |
| Totale Gualdo       | Totale Gualdo      | Totale Gualdo      | 71         | 34         | 25         | 12         |                 | 16              | 8               | 4               | 4               |                    | -                  | -                  | -                  | -                  |             | -           | -           | -           | -           | 87     | 42     | 29     | 16     | 48,28      |                  |
| lug.-set. 1995      | Perugia            | B                  | 5          | 0          | 3          | 2          | CI              | 2               | 1               | 0               | 1               | -                  | -                  | -                  | -                  | -                  | CAI         | 1           | 1           | 0           | 0           | 8      | 2      | 3      | 3      | 25,00      | Eson.            |
| Totale Perugia      | Totale Perugia     | Totale Perugia     | 26+1       | 9+1        | 10         | 7          |                 | 2               | 1               | 0               | 1               |                    | -                  | -                  | -                  | -                  |             | 1           | 1           | 0           | 0           | 30     | 12     | 9      | 9      | 40,00      |                  |
| 1996-1997           | Ravenna            | B                  | 38         | 14         | 13         | 11         | CI              | 2               | 1               | 0               | 1               | -                  | -                  | -                  | -                  | -                  | -           | -           | -           | -           | -           | 40     | 15     | 13     | 12     | 37,50      | 8º               |
| 1997-1998           | Venezia            | B                  | 38         | 17         | 13         | 8          | CI              | 4               | 2               | 1               | 1               | -                  | -                  | -                  | -                  | -                  | -           | -           | -           | -           | -           | 42     | 19     | 14     | 9      | 45,24      | 2º (prom.)       |
| 1998-1999           | Venezia            | A                  | 34         | 11         | 9          | 14         | CI              | 4               | 1               | 3               | 0               | -                  | -                  | -                  | -                  | -                  | -           | -           | -           | -           | -           | 38     | 12     | 12     | 14     | 31,58      | 11º              |
| Totale Venezia      | Totale Venezia     | Totale Venezia     | 72         | 28         | 22         | 22         |                 | 8               | 3               | 4               | 1               |                    | -                  | -                  | -                  | -                  |             | -           | -           | -           | -           | 80     | 31     | 26     | 23     | 38,75      |                  |
| 1999-2000           | Napoli             | B                  | 38         | 17         | 12         | 9          | CI              | 10              | 5               | 2               | 3               | -                  | -                  | -                  | -                  | -                  | -           | -           | -           | -           | -           | 48     | 22     | 14     | 12     | 45,83      | 2º (prom.)       |
| 2000-2001           | Piacenza           | B                  | 38         | 20         | 10         | 8          | CI              | 7               | 4               | 2               | 1               | -                  | -                  | -                  | -                  | -                  | -           | -           | -           | -           | -           | 45     | 24     | 12     | 9      | 53,33      | 2º (prom.)       |
| 2001-2002           | Piacenza           | A                  | 34         | 11         | 9          | 14         | CI              | 4               | 1               | 2               | 1               | -                  | -                  | -                  | -                  | -                  | -           | -           | -           | -           | -           | 38     | 12     | 11     | 15     | 31,58      | 12º              |
| Totale Piacenza     | Totale Piacenza    | Totale Piacenza    | 72         | 31         | 19         | 22         |                 | 11              | 5               | 4               | 2               |                    | -                  | -                  | -                  | -                  |             | -           | -           | -           | -           | 83     | 36     | 23     | 24     | 43,37      |                  |
| 2002-2003           | Sampdoria          | B                  | 38         | 17         | 16         | 5          | CI              | 7               | 3               | 3               | 1               | -                  | -                  | -                  | -                  | -                  | -           | -           | -           | -           | -           | 45     | 20     | 19     | 6      | 44,44      | 2º (prom.)       |
| 2003-2004           | Sampdoria          | A                  | 34         | 11         | 13         | 10         | CI              | 4               | 2               | 0               | 2               | -                  | -                  | -                  | -                  | -                  | -           | -           | -           | -           | -           | 38     | 13     | 13     | 12     | 34,21      | 8º               |
| 2004-2005           | Sampdoria          | A                  | 38         | 17         | 10         | 11         | CI              | 4               | 2               | 0               | 2               | -                  | -                  | -                  | -                  | -                  | -           | -           | -           | -           | -           | 42     | 19     | 10     | 13     | 45,24      | 5º               |
| 2005-2006           | Sampdoria          | A                  | 38         | 10         | 11         | 17         | CI              | 4               | 1               | 3               | 0               | CU                 | 6                  | 2                  | 3                  | 1                  | -           | -           | -           | -           | -           | 48     | 13     | 17     | 18     | 27,08      | 12º              |
| 2006-2007           | Sampdoria          | A                  | 38         | 13         | 10         | 15         | CI              | 9               | 7               | 1               | 1               | -                  | -                  | -                  | -                  | -                  | -           | -           | -           | -           | -           | 47     | 20     | 11     | 16     | 42,55      | 9º               |
| Totale Sampdoria    | Totale Sampdoria   | Totale Sampdoria   | 186        | 68         | 60         | 58         |                 | 28              | 15              | 7               | 6               |                    | 6                  | 2                  | 3                  | 1                  |             | -           | -           | -           | -           | 220    | 85     | 70     | 65     | 38,64      |                  |
| 2007-apr. 2008      | Torino             | A                  | 33         | 6          | 16         | 11         | CI              | 3               | 2               | 0               | 1               | -                  | -                  | -                  | -                  | -                  | -           | -           | -           | -           | -           | 36     | 8      | 16     | 12     | 22,22      | Eson.            |
| dic. 2008-mar. 2009 | Torino             | A                  | 14         | 2          | 6          | 6          | CI              | 2               | 1               | 0               | 1               | -                  | -                  | -                  | -                  | -                  | -           | -           | -           | -           | -           | 16     | 3      | 6      | 7      | 18,75      | Sub., eson.      |
| Totale Torino       | Totale Torino      | Totale Torino      | 47         | 8          | 22         | 17         |                 | 5               | 3               | 0               | 2               |                    | -                  | -                  | -                  | -                  |             | -           | -           | -           | -           | 52     | 11     | 22     | 19     | 21,15      |                  |
| lug.-ott. 2009      | Reggina            | B                  | 10         | 2          | 3          | 5          | CI              | 2               | 2               | 0               | 0               | -                  | -                  | -                  | -                  | -                  | -           | -           | -           | -           | -           | 12     | 4      | 3      | 5      | 33,33      | Eson.            |
| feb.-giu. 2011      | Livorno            | B                  | 16         | 6          | 6          | 4          | CI              | 0               | 0               | 0               | 0               | -                  | -                  | -                  | -                  | -                  | -           | -           | -           | -           | -           | 16     | 6      | 6      | 4      | 37,50      | Sub., 7º         |
| lug.-dic. 2011      | Livorno            | B                  | 20         | 5          | 5          | 10         | CI              | 2               | 1               | 0               | 1               | -                  | -                  | -                  | -                  | -                  | -           | -           | -           | -           | -           | 22     | 6      | 5      | 11     | 27,27      | Eson.            |
| Totale Livorno      | Totale Livorno     | Totale Livorno     | 36         | 11         | 11         | 14         |                 | 2               | 1               | 0               | 1               |                    | -                  | -                  | -                  | -                  |             | -           | -           | -           | -           | 38     | 12     | 11     | 15     | 31,58      |                  |
| mar.-giu. 2013      | Modena             | B                  | 10         | 5          | 2          | 3          | CI              | 0               | 0               | 0               | 0               | -                  | -                  | -                  | -                  | -                  | -           | -           | -           | -           | -           | 10     | 5      | 2      | 3      | 50,00      | Sub., 8º         |
| 2013-2014           | Modena             | B                  | 42+3       | 16+1       | 16+1       | 10+1       | CI              | 1               | 0               | 0               | 1               | -                  | -                  | -                  | -                  | -                  | -           | -           | -           | -           | -           | 46     | 17     | 17     | 12     | 36,96      | 5º               |
| 2014-feb. 2015      | Modena             | B                  | 27         | 6          | 12         | 9          | CI              | 3               | 1               | 2               | 0               | -                  | -                  | -                  | -                  | -                  | -           | -           | -           | -           | -           | 30     | 7      | 14     | 9      | 23,33      | Eson.            |
| Totale Modena       | Totale Modena      | Totale Modena      | 82         | 28         | 31         | 23         |                 | 4               | 1               | 2               | 1               |                    | -                  | -                  | -                  | -                  |             | -           | -           | -           | -           | 86     | 29     | 33     | 24     | 33,72      |                  |
| mar.-apr. 2016      | Palermo            | A                  | 4          | 0          | 1          | 3          | CI              | 0               | 0               | 0               | 0               | -                  | -                  | -                  | -                  | -                  | -           | -           | -           | -           | -           | 4      | 0      | 1      | 3      | &0,00      | Sub., eson.      |
| dic. 2016-2017      | Avellino           | B                  | 26         | 9          | 9          | 8          | CI              | 0               | 0               | 0               | 0               | -                  | -                  | -                  | -                  | -                  | -           | -           | -           | -           | -           | 26     | 9      | 9      | 8      | 34,62      | Sub., 14º        |
| 2017-mar. 2018      | Avellino           | B                  | 33         | 8          | 12         | 13         | CI              | 2               | 1               | 0               | 1               | -                  | -                  | -                  | -                  | -                  | -           | -           | -           | -           | -           | 35     | 9      | 12     | 14     | 25,71      | Eson.            |
| Totale Avellino     | Totale Avellino    | Totale Avellino    | 59         | 17         | 21         | 21         |                 | 2               | 1               | 0               | 1               |                    | -                  | -                  | -                  | -                  |             | -           | -           | -           | -           | 61     | 18     | 21     | 22     | 29,51      |                  |
| feb.-giu. 2019      | Catania            | C                  | 10         | 4          | 3          | 3          | CI+CI-C         | -               | -               | -               | -               | -                  | -                  | -                  | -                  | -                  | -           | -           | -           | -           | -           | 10     | 4      | 3      | 3      | 40,00      | Sub., eson.      |
| 2021-2022           | Juve Stabia        | C                  | 18         | 6          | 8          | 4          | CI-C            | 1               | 0               | 0               | 1               | -                  | -                  | -                  | -                  | -                  | -           | -           | -           | -           | -           | 19     | 6      | 8      | 5      | 31,58      | Eson., sub., 11º |
| mar.-giu. 2023      | Juve Stabia        | C                  | 5+1        | 1          | 2          | 2+1        | CI-C            | -               | -               | -               | -               | -                  | -                  | -                  | -                  | -                  | -           | -           | -           | -           | -           | 6      | 1      | 2      | 3      | 16,67      | Sub., 10º        |
| Totale Juve Stabia  | Totale Juve Stabia | Totale Juve Stabia | 24         | 7          | 10         | 7          |                 | 1               | 0               | 0               | 1               |                    | -                  | -                  | -                  | -                  |             | -           | -           | -           | -           | 25     | 7      | 10     | 8      | 28,00      |                  |
| Totale carriera     | Totale carriera    | Totale carriera    | 776        | 279        | 263        | 234        |                 | 93              | 46              | 23              | 24              |                    | 6                  | 2                  | 3                  | 1                  |             | 1           | 1           | 0           | 0           | 876    | 328    | 289    | 259    | 37,44      |                  |

## Palmarès

### Giocatore

#### Competizioni nazionali
- Campionato italiano: 1

Milan: 1978-1979
- Campionato italiano di Serie B: 1

Milan: 1980-1981

#### Competizioni internazionali
- Coppa Piano Karl Rappan: 1

Perugia: 1978
- Coppa Mitropa: 1

Milan: 1981-1982

### Allenatore
- Campionato italiano Serie C2: 1

Gualdo: 1993-1994 (girone B)